# 1951 au cinéma
| Années du cinéma : 1948 - 1949 - 1950 - 1951 - 1952 - 1953 - 1954    |
| Décennies du cinéma : 1920 - 1930 - 1940 - 1950 - 1960 - 1970 - 1980 |

Cet article présente les faits marquants de l'année 1951 au cinéma.

## Événements
- 28 janvier : Le premier film classé X par la censure britannique prend l'affiche à Londres, il s'agit du film français La vie commence demain.
- Février : Le succès en France de Caroline chérie fait de Martine Carol une star à l'américaine.
- 29 mars : 23e remise des oscars avec Marilyn Monroe comme présentatrice.
- Avril : Premier numéro des Cahiers du cinéma, revue mensuelle créée par André Bazin, Jacques Doniol-Valcroze, Joseph-Marie Lo Duca et Léonide Keigel.
- 13 octobre, Washington : Marlène Dietrich reçoit la Légion d'honneur de l'ambassadeur de France aux États-Unis, Henri Bonnet.

- Keisuke Kinoshita présente Carmen revient au pays, premier film japonais en couleurs.
- La censure américaine refuse la licence d'exploitation à Max Ophüls pour La Ronde sous prétexte que l'adultère est représenté comme un jeu.
- Sortie en France de Boulevard du crépuscule (Sunset Boulevard), film de Billy Wilder.

## Principaux films de l'année

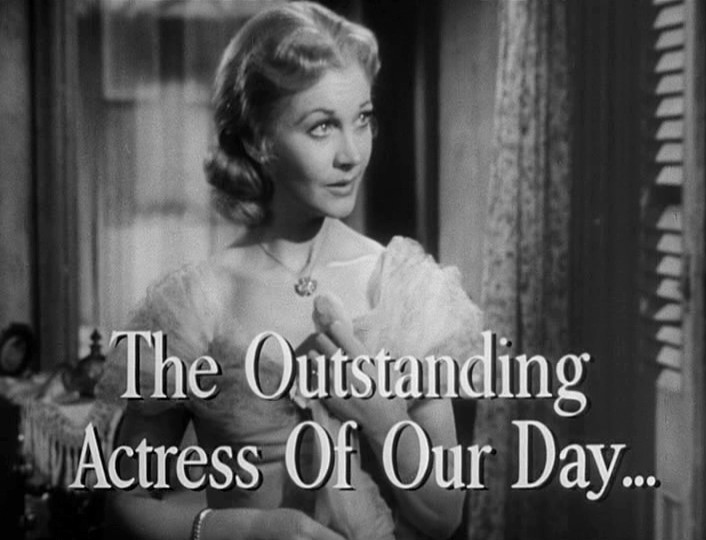
Vivien Leigh dans Un tramway nommé Désir.

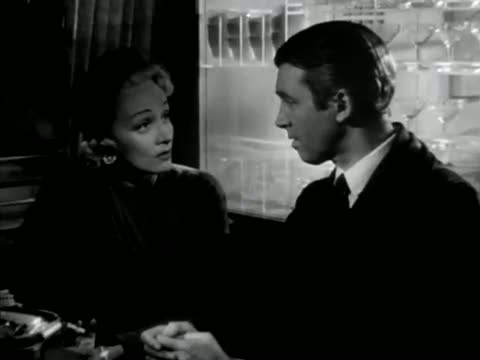
James Stewart et Marlene Dietrich dans Le Voyage fantastique.

- Alice au pays des merveilles film d'animation de Walt Disney.
- Bellissima de Luchino Visconti.
- Caroline chérie (28 février).
- Chéri, divorçons (Let's make it legal) de Richard Sale
- Garou-Garou, le passe muraille film comique de Jean Boyer avec Bourvil
- Home Town Story de Arthur Pierson
- İstanbul'un Fethi (La Conquête de Constantinople), film turc de Aydın Arakon (tr).
- La Flèche et le Flambeau (The Flamme and the Arrow) film d'aventure de Jacques Tourneur avec Burt Lancaster et Virginia Mayo.
- La Flibustière des Antilles (Anne of the Indies) film d'aventure de Jacques Tourneur avec Jean Peters et Debra Paget.
- La Poison : comédie française de Sacha Guitry avec Michel Simon, Germaine Reuver.
- Journal d'un curé de campagne de Robert Bresson d'après Georges Bernanos.
- Les miracles n'ont lieu qu'une fois d'Yves Allégret
- Le Roman de Genji (Genji Monogatari) réalisé par Kōzaburō Yoshimura (Japon) avec Denjirō Ōkōchi, Machiko Kyō et Michiyo Kogure.
- L'Odyssée de l'African Queen de John Huston avec Humphrey Bogart et Katharine Hepburn.
- Les Contes d'Hoffmann de Michael Powell et Emeric Pressburger (Royaume-Uni).
- L’Inconnu du Nord-Express (Strangers on a train) d'Alfred Hitchcock avec Farley Granger et Ruth Roman.
- L'Ombre d'un homme (The Browning Version) de Anthony Asquith avec Bill Travers et Michael Redgrave.
- Nid d'amour (Love nest) de Joseph M. Newman.
- Rendez-moi ma femme de Harmon Jones.
- Un Américain à Paris de Vincente Minnelli, musique de George Gershwin, avec Gene Kelly, Leslie Caron.
- Une place au soleil (A Place in the Sun) de George Stevens avec Elizabeth Taylor, Montgomery Clift et Shelley Winters.
- Un tramway nommé Désir (A Streetcar Named Desire) d'Elia Kazan avec Vivien Leigh et Marlon Brando.
- Le Voyage fantastique (No Highway in the Sky) avec Marlene Dietrich et James Stewart.
- Sous le ciel de Paris est un film français réalisé par Julien Duvivier avec Brigitte Auber, Sylvie, Paul Frankeur et Daniel Ivernel.

## Festivals

### Cannes
Grand Prix du Festival International du Film :
- Miracle à Milan (Miracolo a Milano), film fantastique de Vittorio De Sica avec Paolo Stoppa, Emma Gramatica et Brunella Bovo.
- Mademoiselle Julie (Fröken Julie) d'Alf Sjöberg avec Anita Björk et Ulf Palme.

Prix spécial du Jury :
- Ève (All About Eve) de Joseph L. Mankiewicz

### Autres festivals
- XIIe Festival de Venise : Rashômon d'Akira Kurosawa
- Premier Festival international du film de Berlin, décernant les Ours d'or.

## Récompenses

### Oscars
- Meilleur film : Un Américain à Paris (An American in Paris) de Vincente Minnelli (États-Unis) avec Gene Kelly et Leslie Caron
- Meilleure actrice : Vivien Leigh, Un tramway nommé Désir (A Streetcar Named Desire)
- Meilleur acteur : Humphrey Bogart, L'Odyssée de l'African Queen (The African Queen)
- Meilleur second rôle féminin : Kim Hunter, Un tramway nommé Désir
- Meilleur second rôle masculin : Karl Malden, Un tramway nommé Désir
- Meilleur réalisateur : George Stevens, Une place au soleil (A Place in the Sun)

### Autres récompenses
- x

## Box-office
- France :

1. Samson et Dalila de Cecil B. DeMille
2. Andalousie (film, 1951) de Robert Vernay
3. La Flèche et le Flambeau de Jacques Tourneur
4. Les mines du roi Salomon de Compton Bennett et Andrew Marton
5. Le Roi des camelots d'André Berthomieu

- États-Unis :

1. Quo Vadis de Mervyn LeRoy
2. Alice au pays des merveilles de Clyde Geronimi, Wilfred Jackson et Hamilton Luske
3. Show Boat de George Sidney
4. Un tramway nommé Désir d'Elia Kazan
5. David et Bethsabée d'Henry King

## Principales naissances
- 8 janvier : John McTiernan
- 12 janvier : Kirstie Alley († 5 décembre 2022)
- 16 janvier : Pauline Larrieu
- 30 janvier : Charles S. Dutton
- 2 février : Vincent Di Paolo
- 6 février : Jacques Villeret († 28 janvier 2005)
- 15 février : Jane Seymour
- 19 février : Marc François († 11 août 2009)
- 17 mars : Kurt Russell
- 12 avril : Tom Noonan
- 21 avril : Jean-Pierre Dardenne
- 23 avril : Bob Sattler
- 4 mai : Gérard Jugnot
- 24 mai : Jean-Pierre Bacri († 18 janvier 2021)
- 28 mai : Agnès Godard
- 14 juin : Alexandre Sokourov
- 6 juillet : 
  - Béatrice Chatelier
  - Geoffrey Rush
- 8 juillet : Anjelica Huston
- 9 juillet : Chris Cooper
- 19 juillet : Abel Ferrara
- 21 juillet : Robin Williams († 11 août 2014).
- 8 août : 
  - Mamoru Oshii
  - Martin Brest
- 5 septembre : Michael Keaton
- 19 septembre : Marie-Anne Chazel
- 25 septembre : Mark Hamill
- 1er novembre : Fabrice Luchini
- 23 novembre : Aaron Norris
- 1er décembre : Treat Williams († 12 juin 2023)
- 7 décembre : Richard Darbois
- 26 décembre : Steve Bisley

## Principaux décès
- 23 avril : Jules Berry, acteur français (° 9 février 1883)
- 7 mai : Warner Baxter, acteur américain (° 29 mars 1889)
- 20 juin : Jacques Baumer, acteur français (° 12 avril 1885)
- 16 août : Louis Jouvet, acteur français (° 24 décembre 1887)
- 28 août : Robert Walker, acteur américain (° 13 octobre 1918)
- 7 septembre : Maria Antonia Garcia Vidale de Santos Silas, dite María Montez, actrice espagnole (° 6 juin 1920).